# Jimmy White
James Warren "Jimmy" White MBE, född 2 maj 1962, engelsk snookerspelare. Han räknas som en av de populäraste spelarna någonsin. White började sin karriär i Alex Higgins fotspår i början av 1980-talet med en aggressiv och riskabel spelstil. Han räknas som en av de skickligaste spelarna som aldrig har vunnit en VM-titel, fast han har varit i final sex gånger. Hans popularitet har gett honom tillnamnet The People's Champion. White har ofta fått wild card till Masters som spelas i hans hemstad London, just för att han genom sin popularitet drar mycket publik.
White är en av nio spelare som gjort ett maximumbreak i ett VM. De andra är Stephen Hendry, Ronnie O'Sullivan, Cliff Thorburn, Mark Williams, Allister Carter, John Higgins, Neil Robertson och Mark Selby.

## Titlar

### Rankingtitlar
- Mercantile Credit Classic - 1986, 1991
- Grand Prix - 1986, 1992
- British Open - 1987, 1992
- Canadian Masters - 1988
- European Open - 1992
- UK Championship - 1992
- Players Championship - 2004

### Andra titlar (urval)
- Masters - 1984
- Scottish Masters - 1981
- Irish Masters - 1985, 1986
- Pot Black - 1986
- Hong Kong Masters - 1988
- Matchroom Premier League - 1993
- Pontins Professional - 1999
- Senior-VM i snooker - 2010